# Chris Grossman
Christopher „Chris“ Grossman (* 6. März 1987 in Brisbane) ist ein ehemaliger australischer Fußballspieler.

## Karriere
Grossman erhielt 2006 nach dem Besuch des Australian Institute of Sport einen Profivertrag beim A-League-Team Queensland Roar. In seinen drei Jahren beim Klub aus seiner Heimatstadt Brisbane kam der Mittelfeldspieler nur zu sieben Einsätzen, auch seine elf Treffer für das Jugendteam in der National Youth League 2008/09 (hinter Francesco Monterosso von Adelaide zweitbester Torschütze) verhalfen ihm nicht zum Durchbruch im Profiteam.
Im Dezember 2008 unterzeichnete er beim Expansion Team North Queensland Fury für die Saison 2009/10, wo er sich mehr Spielzeit erhofft.
2006 nahm Grossman als Stammspieler mit der australischen U-20-Auswahl an der U-19-Asienmeisterschaft in Indien teil. Sein einziger Turniertreffer gelang ihm im Viertelfinale bei der 1:2-Niederlage gegen Südkorea, wodurch die australische Mannschaft die Qualifikation für die U-20-Weltmeisterschaft verpasste.